# Warri Sud Ouest
Warri Sud Ouest est une zone de gouvernement local de l'État du Delta au Nigeria,.

## Source
- (en) Cet article est partiellement ou en totalité issu de l’article de Wikipédia en anglais intitulé « Warri South West » (voir la liste des auteurs).